# Háromszoros visszatérés
A háromszoros visszatérés törvénye a wicca vallás egyik tézise. A „tégy, amit akarsz, de ne árts!” törvény mellett ez a legfontosabb és legősibb törvény. Nagyon egyszerű a meghatározása: ha hatsz a világra, a világ is visszahat rád. A törvény szerint bármilyen energiát küld ki az egyén az univerzumba, pozitívat vagy negatívat, az háromszorosan tér vissza. Egyesek a törvény egy változatában hisznek, melyben a visszatérés nem feltétlenül háromszoros.
Első publikált említése általános etikai elvként Raymond Bucklandhoz köthető, aki 1968-ban írt róla egy, a Beyond magazinnak írt cikkében. Később előfordul a 26 kétsorosból álló wicca hitvallásban (The Wiccan Rede), melyet Gwen Thompson publikált 1975-ben a Green Eggben (vol. 8, no. 69) nagyanyja, Adriana Porter szerzeményeként.
John Coughlin értelmezése szerint a törvény „az egyén tetteinek jutalma vagy büntetése, különösen a mágikus cselekedeteké”. A törvény nem egyetemes hittétel, „van számos wicca, tapasztalt és újonc, aki a törvényt a wicca hitvallás túlértelmezésének tartja”. Vannak, akik szerint új találmány, és a keresztény erkölcsiség hatására alakult ki.
A törvényt Karl Lembke más, visszahatáson alapuló erkölcsi felfogásokhoz hasonlította, például a karmához és az úgynevezett aranyszabályhoz („Amit akartok azért, hogy az emberek tiveletek cselekedjenek, mindazt ti is úgy cselekedjétek azokkal.” Máté 7:12).
A háromszoros visszatérés törvényének lehetséges előzménye a wicca liturgia egyik részlete, ami elsőként Gerald Gardner 1949-ben kiadott, High Magic's Aid című könyvében jelent meg nyomtatásban.